# ロベール・カサドシュ

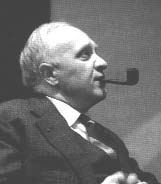
ロベール・カサドシュ

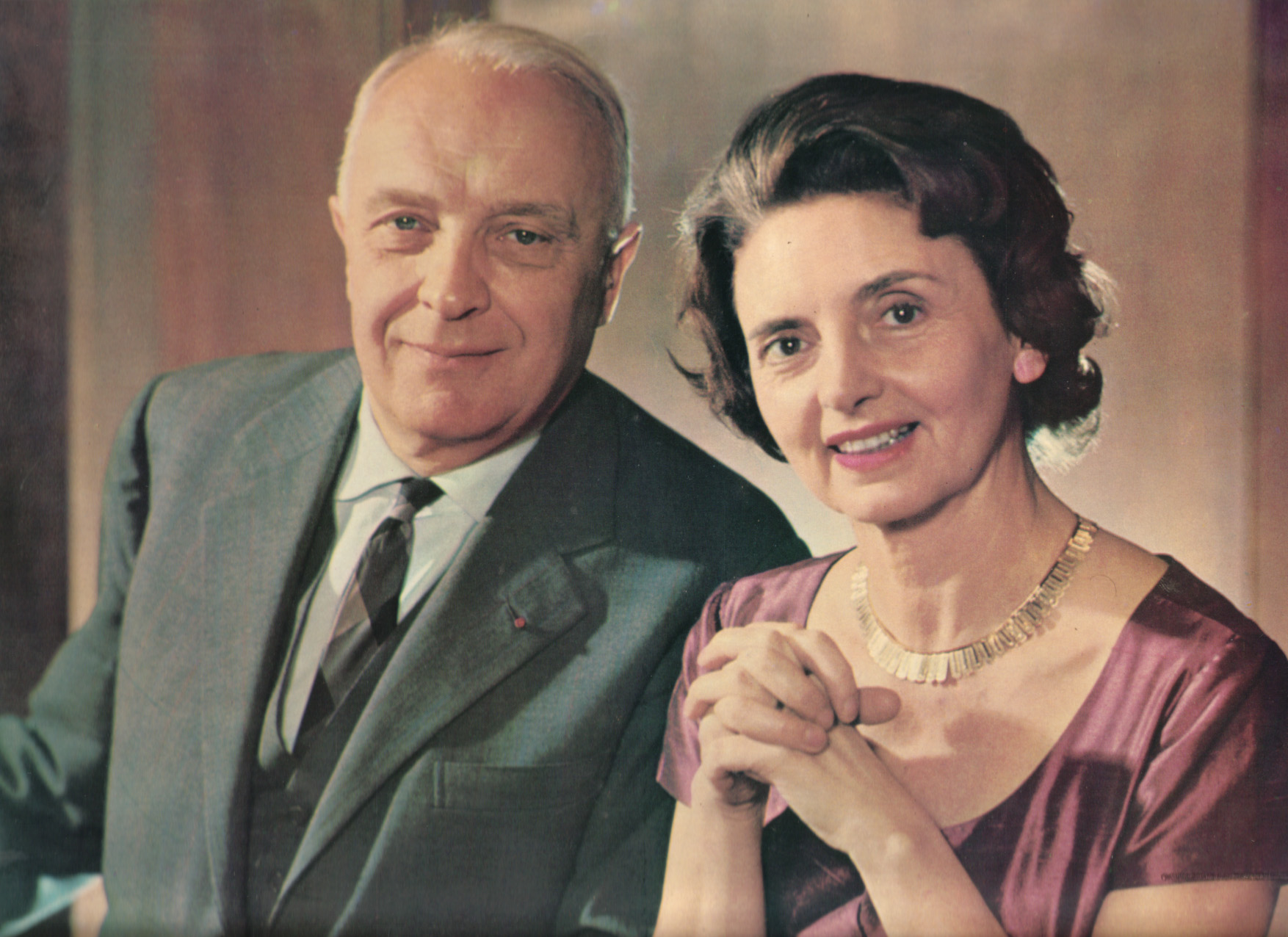
ロベールと妻のギャビー・カサドシュ

ロベール・カサドシュ（Robert Casadesus, 1899年4月7日 - 1972年9月19日）は、フランスのピアニスト・作曲家。日本語ではカサドシュスの表記も見られる。

## 経歴
パリの音楽家一族に生まれる。パリ音楽院でルイ・ディエメに師事して、1913年に首席を、1920年にはディエメ賞を獲得。1921年にピアニストのギャビー夫人と結婚した。1922年からラヴェルと協同してピアノロールへの録音を行い、フランスやスペイン、英国でもラヴェルと共演した。
独奏者として五大陸に現れ、頻繁にギャビー夫人と演奏し、また録音した。門人にモニク・アースやクロード・エルフェがいる。1935年からフォンテーヌブローのアメリカ音楽院で教鞭を執り、第二次世界大戦中は米国に亡命した。戦後は1950年に帰国し、1952年までアメリカ音楽院の院長となった。
カサドシュの演奏様式は古典的で、抑制が効いている。ラヴェル作品のほか、ジノ・フランチェスカッティとの共演によるベートーヴェンのヴァイオリンソナタの録音は評価が高い。中でも第9番『クロイツェル』の演奏風景は映像化され、近年DVDにも復刻されたほか、自作の録音でもフランチェスカッティと共演した。
またカサドシュは、ギャビー夫人と息子ジャンとの共演により、モーツァルトの『2台のピアノのための協奏曲 変ホ長調』や『3台のピアノのための協奏曲 ヘ長調』も録音した。協奏的作品の録音は、モーツァルトの後期のピアノ協奏曲、ダンディの『フランス山人の歌による交響曲』やラヴェルの『ピアノ協奏曲 ト長調』もあり、それらはコロンビア交響楽団や、ジョージ・セル指揮によるクリーヴランド管弦楽団、ユージン・オーマンディ指揮のフィラデルフィア管弦楽団との共演によって行った。カイルベルト指揮バイエルン放送交響楽団との共演による最晩年のライブ録音も、近年になって復刻された。

## 作品一覧
作曲家としては7曲の交響曲、3曲のピアノ協奏曲、多数の室内楽曲などを残している。

### 管弦楽曲
- 組曲第1番 作品11 (1927年)
- 交響曲第1番 ニ長調 作品19 (1934年)
- 組曲第2番 作品26 (1937年)
- 交響曲第2番 作品32 (1941年)
- 組曲第3番 作品33 (1942年)
- 交響曲第3番 作品41 (1947年)
- 交響曲第4番 作品50 (1954年)
- 3つの舞曲 作品54b (1956年)
- 交響曲第5番 作品60『ハイドンの名による』 (1959年)
- 交響曲第6番 作品66 (1965年)
- 交響曲第7番 作品68『イスラエル』 (1967～70年)

### 協奏曲
- ピアノ協奏曲第1番 作品7 (1926年)
- ヴァイオリン協奏曲 作品15 (1931年)
- 2台のピアノのための協奏曲 作品17 (1933年)
- ピアノと室内管弦楽のための演奏会用小品 作品27 (1937年)
- フルートと室内管弦楽のための協奏曲 作品35 (1942年)
- ピアノ協奏曲第2番 作品37『ディミトリ・ミトロプーロスのために』 (1944年)
- チェロ協奏曲 作品43 (1947年)
- ピアノと弦楽合奏のための奇想曲 作品49 (1952年)
- ピアノ協奏曲第3番 作品63 (1961年)
- 3台のピアノと弦楽合奏のための協奏曲 作品65 (1964年)

### 室内楽曲
- チェロとピアノのための序奏とポロネーズ 作品4 (1924年)
- ピアノ三重奏曲第1番 作品6 (1924年)
- ヴァイオリンソナタ第1番 作品9 (1927年)
- フルート、ヴァイオリン、ヴィオラ、チェロとハープのための五重奏曲 作品10 (1927年)
- ヴィオラソナタ 作品12 (1928年)
- 弦楽四重奏曲第1番 作品13 (1929年)
- ピアノ五重奏曲 ニ短調 作品16 (1932年)
- フルートソナタ 作品18 (1934年)
- ハープのための2つの小品 作品20 (1935年)
- チェロソナタ 作品22 (1935年)
- オーボエ（クラリネット）ソナタ 作品23 (1936年)
- 木管五重奏のための3つの間奏曲 作品24 (1936年)
- 弦楽三重奏曲 作品25 (1937年)
- 弦楽四重奏曲第2番 作品29 (1940年)
- ピアノ四重奏曲 作品30 (1940年)
- ヴァイオリンソナタ第2番 作品34 (1942年)
- 2つのヴァイオリンのための組曲 作品39 (1944年)
- オーボエ、クラリネットとファゴットのための三重奏曲 作品42 (1947年)
- 弦楽四重奏、木管四重奏とピアノのための九重奏曲 作品45 (1949年)
- 弦楽四重奏曲第3番 作品46 (1950年)
- ヴァイオリンとピアノのための『ショーソンを讃えて』作品51 (1954年)
- ピアノ三重奏曲第2番 作品53 (1956年)
- 弦楽四重奏曲第4番 作品55 (1957年)
- 木管とピアノのための六重奏曲 作品58 (1958年)
- フルートとピアノのための幻想曲 作品59 (1959年)
- ファゴットとピアノのための2つの小品 作品61 (1960年)
- 弦楽七重奏曲 作品64 (1961年、弦楽合奏版あり)

### ピアノ曲
- 幻想の旅行 作品1 (1916年)
- 2台のピアノのための6つの小品 作品2 (1920年)
- 24の前奏曲 作品5 (1924年)
- 3つの子守歌 作品8 (1926年)
- ピアノソナタ第1番 作品14 (1930年)
- 8つの練習曲 作品28 (1939年)
- ピアノソナタ第2番 作品31 (1941年)
- 2台のピアノのための『3つの地中海の踊り』作品36 (1943年)
- 2台のピアノのための『パリの解放のための歌』作品38 (1944年)
- トッカータ 作品40 (1946年)
- ピアノソナタ第3番 作品44 (1948年)
- 6つの子供の曲集 作品8 (1950年)
- マヌエル・デ・ファリャの『ドビュッシーの墓碑銘のための讃歌』による変奏曲 作品47 (1951年)
- 組曲 イ長調 作品52 (1956年)
- 3つの舞曲 作品54a (1956年)
- ピアノソナタ第4番 作品56 (1957年)
- 2台のピアノのためのソナタ 作品62 (1960年)
- 3つの子守歌 作品67 (1966年)
- 即興曲 作品67-4 (1967年)

## 文献
- Dictionnaire des interprètes Alain Pâris - Robert Laffont 1989